# San Carlos (Kalifornia)
San Carlos – miasto w Stanach Zjednoczonych, w stanie Kalifornia, w hrabstwie San Mateo. W 2000 liczyło 27 718 mieszkańców.